# NGC 4039
NGC 4039 — галактика в созвездии Ворон. Галактики NGC 4038 и NGC 4039 — пара взаимодействующих галактик, получившая название «Антенны».

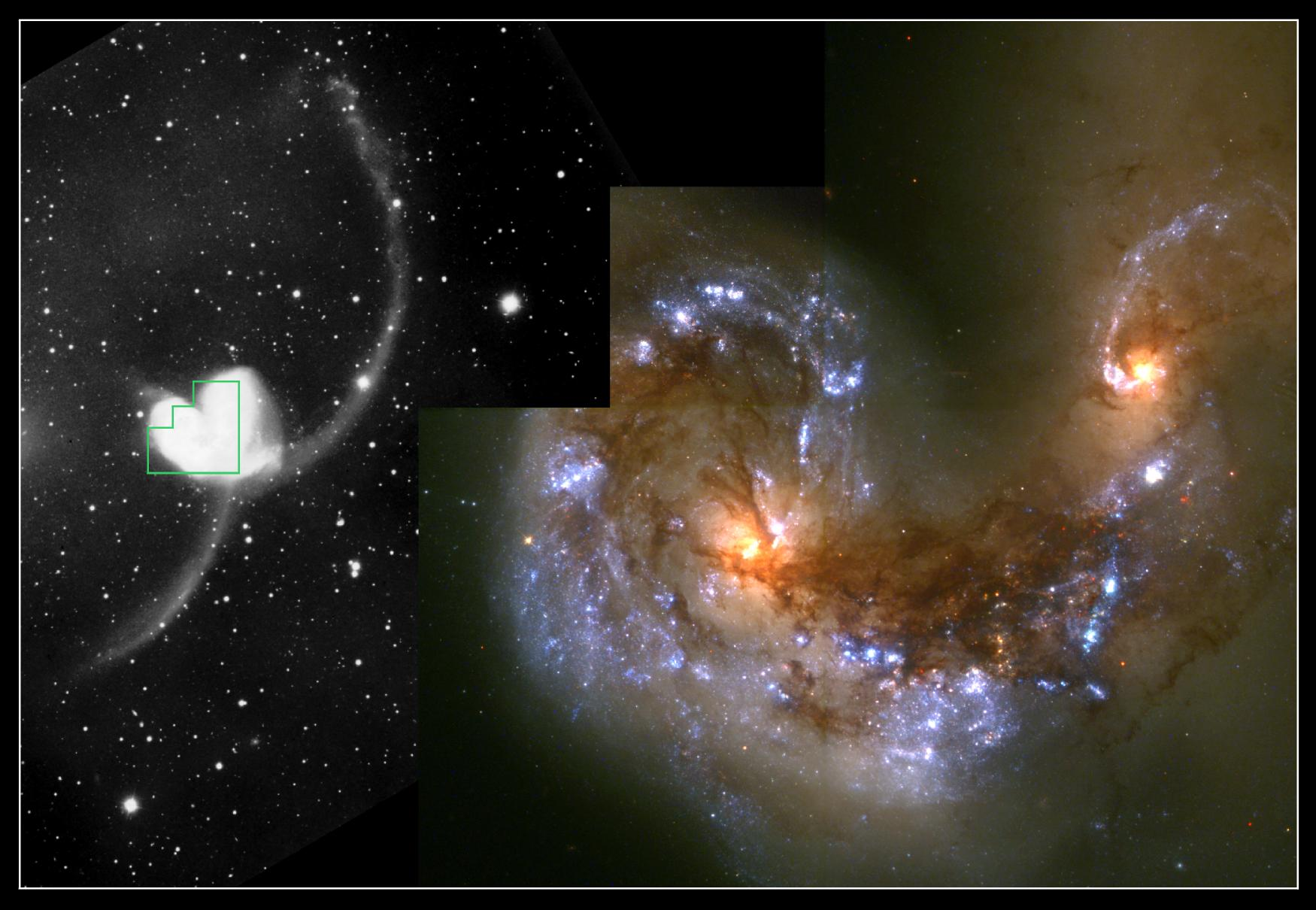
Взаимодействующие галактики NGC 4038 и NGC 4039. Слева — изображение с большим углом зрения, справа — увеличенное изображение ядер галактик — фрагмента, выделенного на левом снимке.

Галактика NGC 4039 входит в состав группы галактик NGC 4038. Помимо NGC 4039 в группу также входят ещё 25 галактик.